# Nimbus (Motorradhersteller)
Nimbus ist eine ehemalige dänische Motorradmarke der 1906 gegründeten Fisker & Nielsen A/S, eines Herstellers industrieller Reinigungsmaschinen und Staubsauger. Nach dem Zweiten Weltkrieg wurde die Firma in Nilfisk geändert.

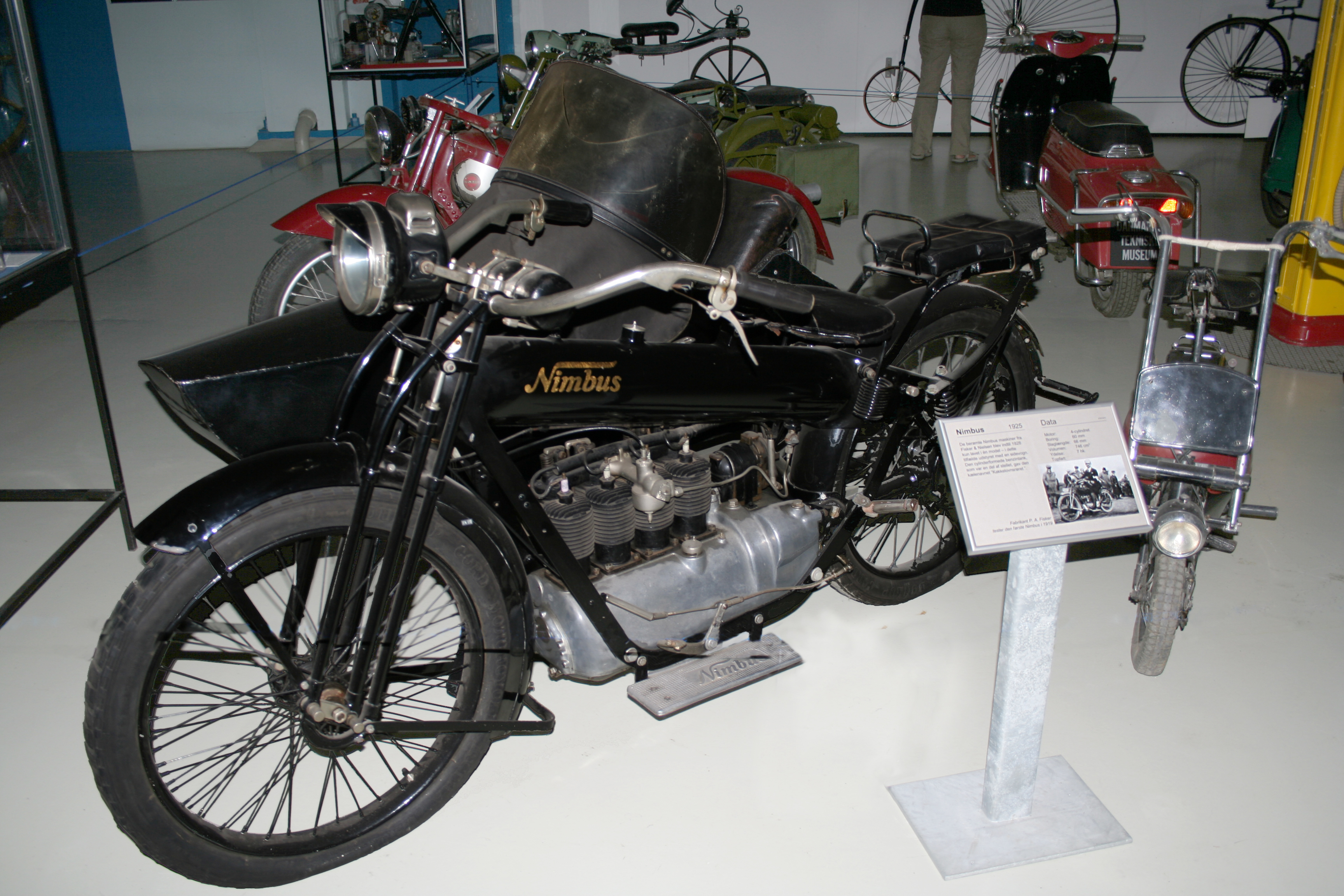
„Ofenrohr“-Nimbus mit Seitenwagen

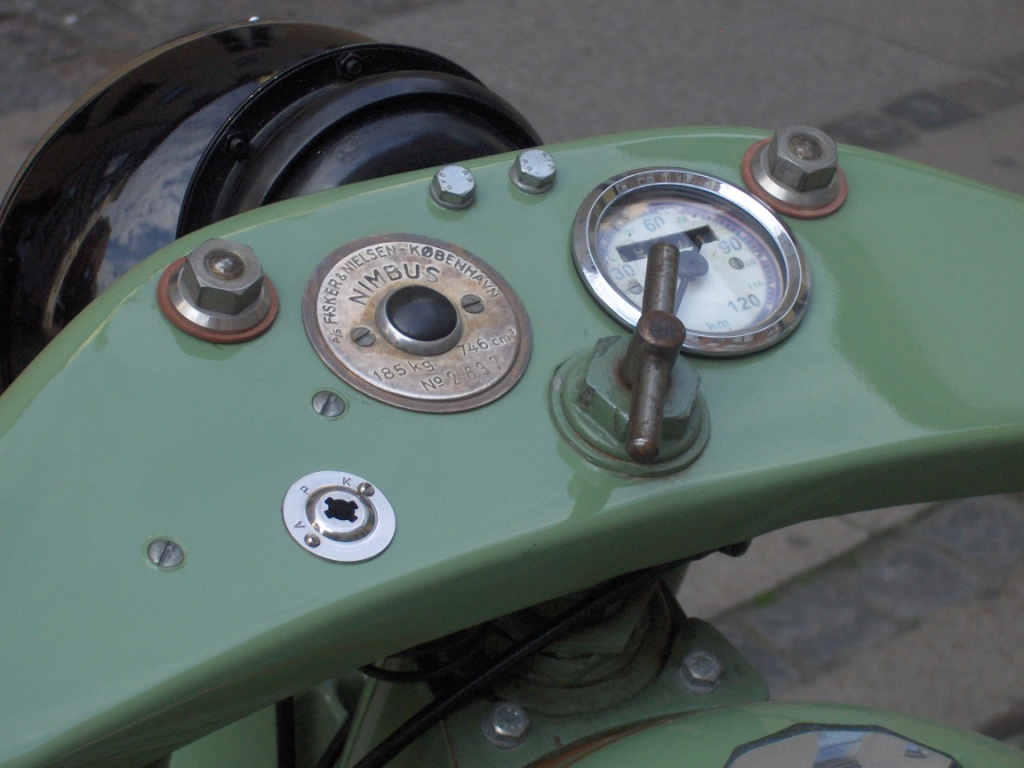
1937 Nimbus n°2637

## Geschichte

### Nimbus „Ofenrohr“
Um Umsatzeinbrüchen – bedingt durch den Ersten Weltkrieg – entgegenzuwirken, konstruierte der Firmengründer Peder Andersen Fisker als zweite Grundlage für sein Unternehmen ab 1914 ein Motorrad, das ab 1919 als Typ A verkauft wurde. Der große Durchmesser des oberen Rahmenrohrs, in das der Tank einbezogen war, verhalf dem Motorrad in der Bevölkerung schnell zur landläufigen Bezeichnung „Ofenrohr“ (dänisch „Kakkelovnrør“). Der längs im Rahmen stehend eingebaute, magnetgezündete Motor mit vier Sackzylindern leistete aus 746 cm³ Hubraum anfangs 7 und später 10 PS. Über eine Kardanwelle wurde das Hinterrad angetrieben. Die Höchstgeschwindigkeit lag im Gespannbetrieb bei 85 km/h. Nach 499 produzierten Motorrädern erfolgte 1923 der Modellwechsel zum Typ B, von dem bis zur Einstellung der Produktion 1928 weitere 753 Motorräder gebaut wurden.

### Fahrgestellnummern, Motornummern und Baujahre
Die Fahrgestell- und Motornummern waren gleichlautend.
| Baujahr | Typ | Von Nr. | bis Nr. |
| ------- | --- | ------- | ------- |
| 1919/20 | A   | 1       | 10      |
| 1921    | A   | 11      | 60      |
| 1922    | A   | 61      | 220     |
| 1923    | B   | 221     | 500     |
| 1924    | B   | 501     | 700     |
| 1925    | B   | 701     | 890     |
| 1926    | B   | 891     | 1030    |
| 1927    | B   | 1031    | 1200    |
| 1928    | B   | 1201    | 1252    |

### Nimbus „Hummel“
Wenige Jahre später konnte Anders Fisker, der zwischenzeitlich in das Unternehmen eingestiegene, motorradbegeisterte Sohn des Firmengründers, seinen Vater und die Mitgesellschafter der Aktiengesellschaft überzeugen, erneut ein Motorrad zu produzieren. Ab 1932 konstruierten Vater und Sohn Fisker im Keller der Familienvilla im Richsvej in Frederiksberg ein Modell der neuen Nimbus. Dessen Prototyp wurde schon im darauf folgenden Jahr der Öffentlichkeit vorgestellt. Im Juni 1934 wurden die ersten Nimbus Typ C ausgeliefert. Wohl wegen seines Fahrgeräusches nannte man dieses Modell umgangssprachlich schnell „Hummel“ (dänisch „Humlebi“).

## Technik und Modelle

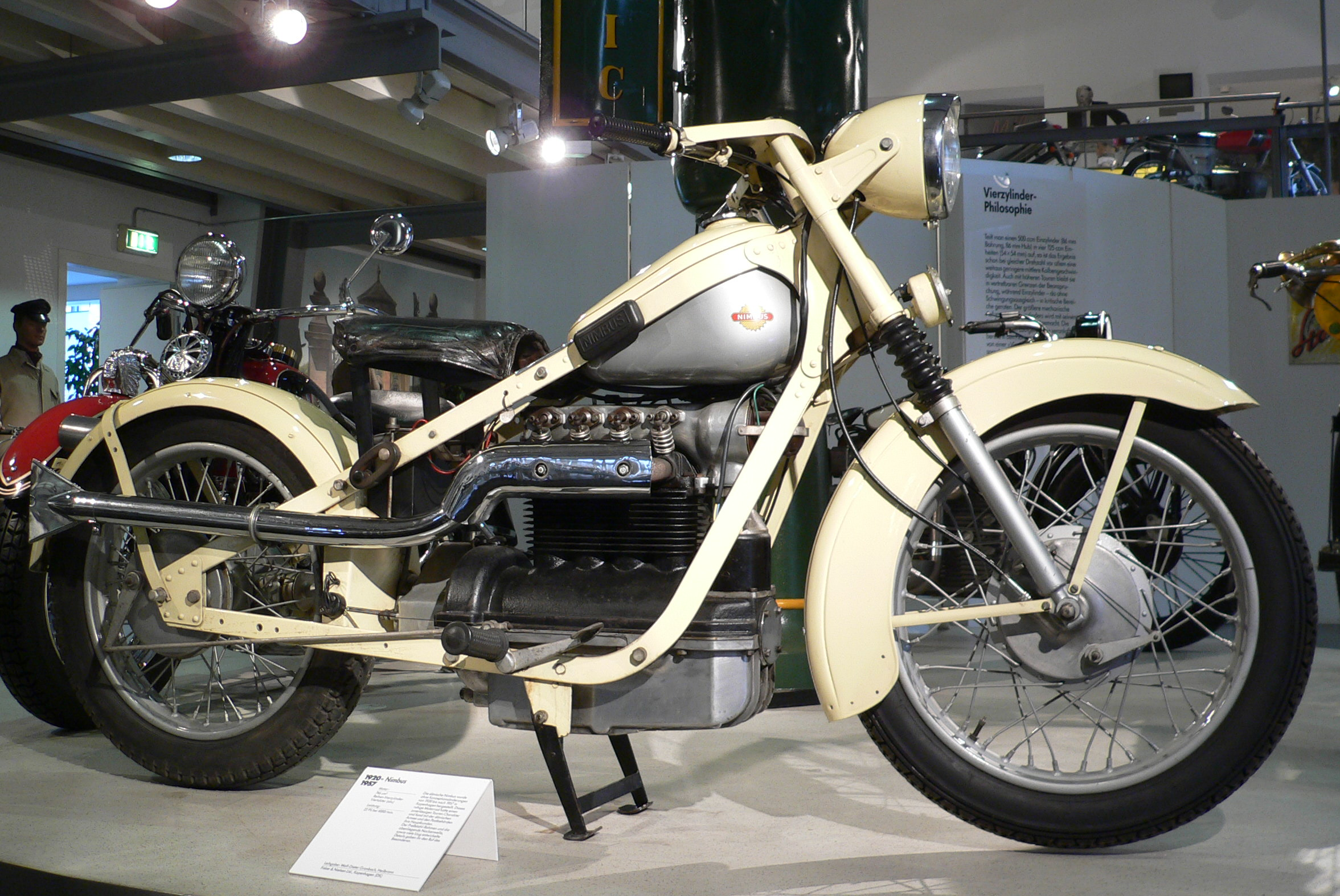
Nimbus C (gebaut von 1934 bis 1959) im Zweirad-Museum Neckarsulm

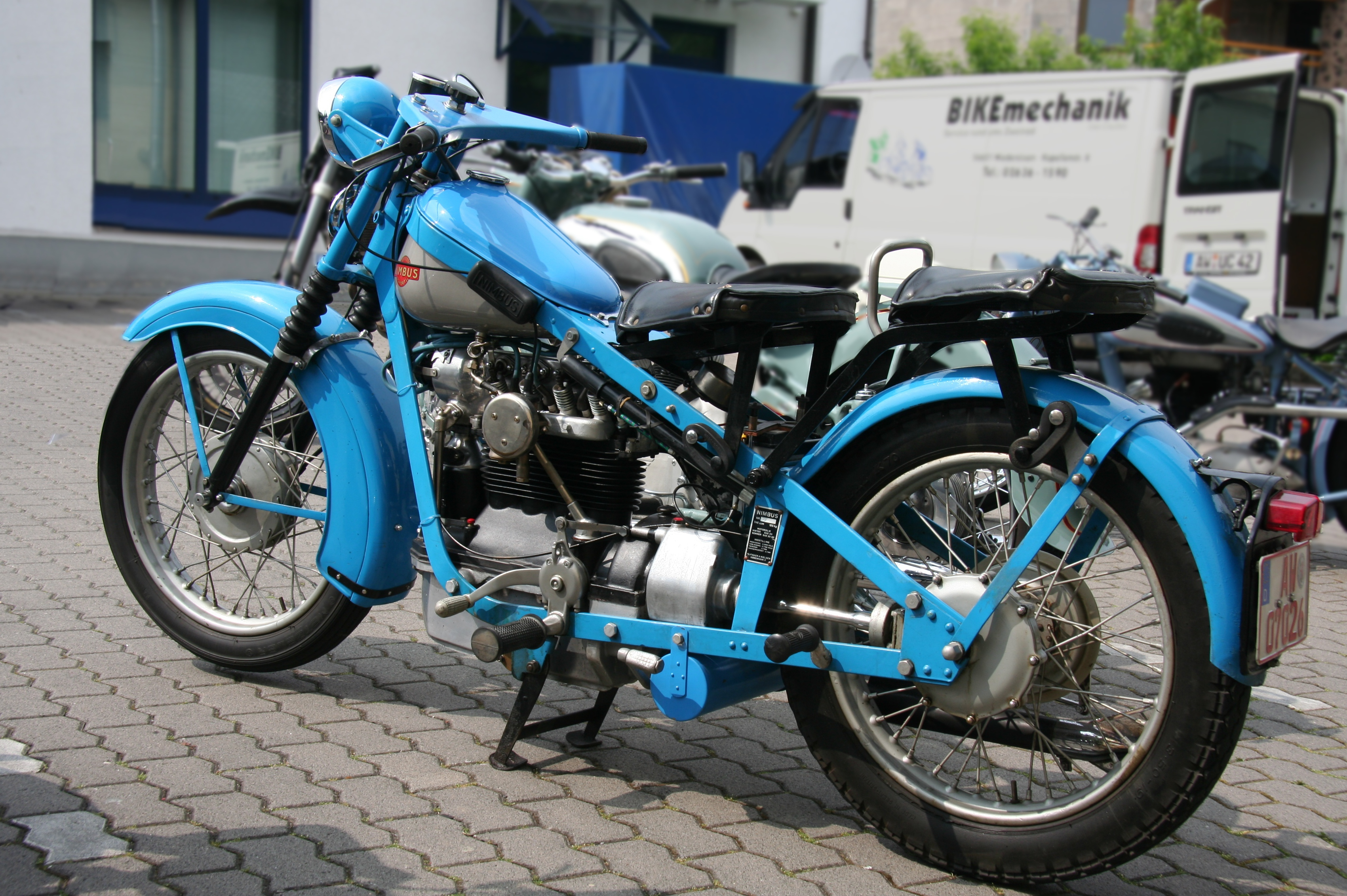
Nimbus, Baujahr 1950, ursprünglich Militärmaschine in olivgrüner Lackierung, nachträglich am Rahmen verändert und neu lackiert

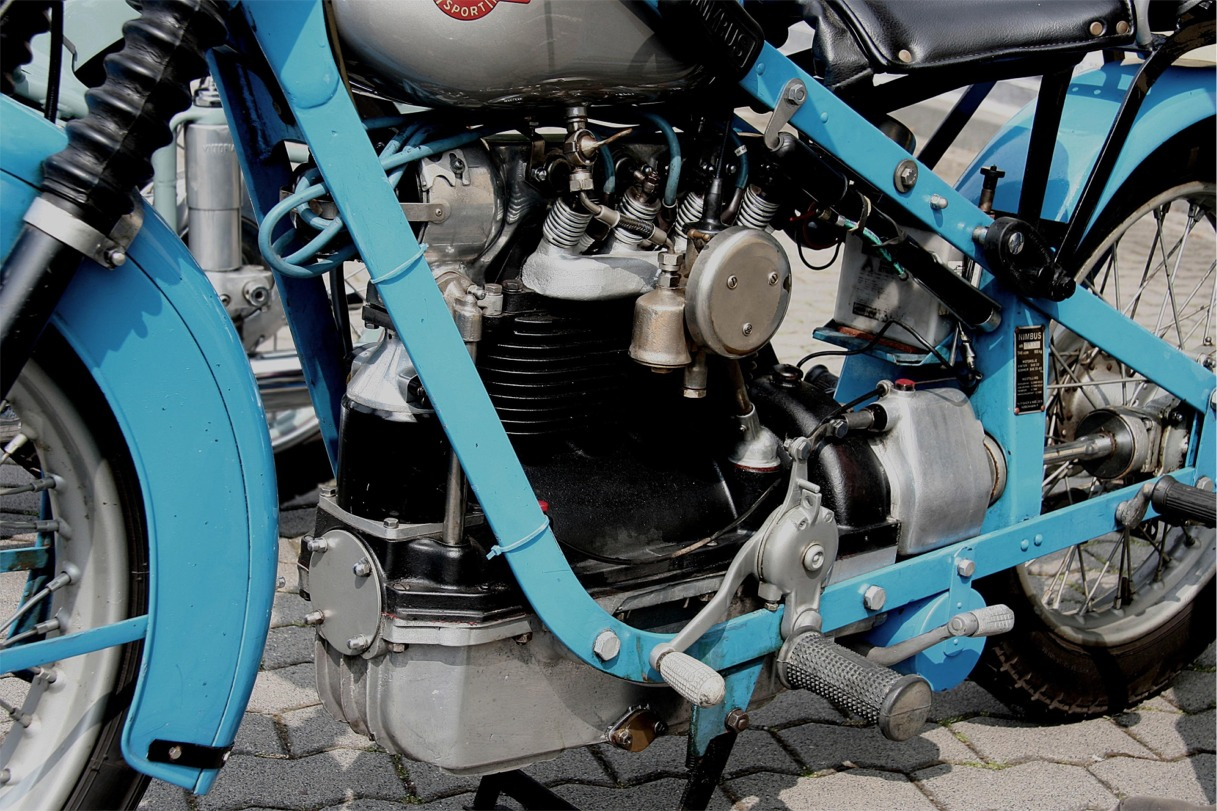
Details der Nimbus – vorn am Motor die Kombination von Königswelle und Lichtmaschine

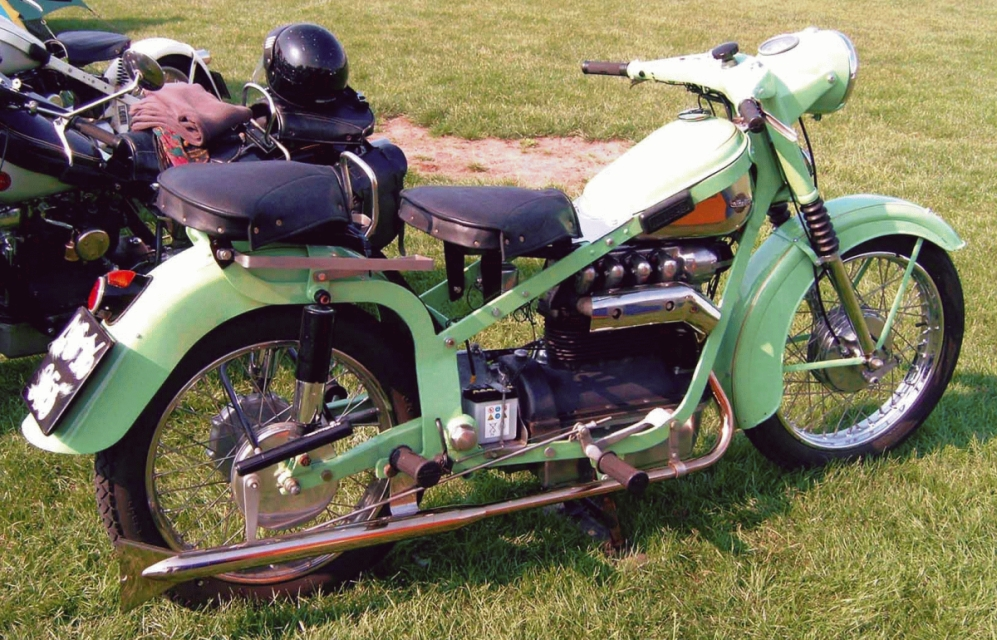
Nachbau eines Prototyps einer Nimbus MC / D mit gekapselten Ventilen und Hinterradfederung

Die „Hummel“ hatte einen kaltgenieteten Flachstahl-Doppelschleifenrahmen, in den der nun einteilige Vierzylinder-Graugussblock mit ebenfalls längs stehenden Zylindern eingehängt war. Je nach verwendeten Kolben leistete der OHC-gesteuerte Motor mit offen liegenden Ventilen 18 bzw. 22 PS (13 bzw. 16 kW). Die Kraft wurde über das fuß- oder hinter dem Tank kulissengeschaltete Dreiganggetriebe und eine Kardanwelle an das ungefederte Hinterrad übertragen. Die Einscheiben-Trockenkupplung konnte je nach Modell über einen Handhebel oder eine Handhebel-Pedal-Kombination betätigt werden. Die Nockenwelle wurde über die als Königswelle ausgebildete Achse der senkrecht vor dem Motorblock stehenden, anfangs als Drehstrom- und später als Gleichstromvariante ausgeführten Lichtmaschine angetrieben. Die Verteilerdose war im vorderen Gehäuseteil des Nockenwellengehäuses untergebracht. Eine Zündverstellung erfolgte drehzahlabhängig über Fliehgewichte im Tellerrad der Nockenwelle. Die Zündspule für die Batteriezündanlage war gleichzeitig als Verteilerkappe ausgebildet. Das Vorderrad wurde über eine Upside-Down-Teleskopgabel gefedert. Die anfänglichen 150-mm-Trommelbremsen erwiesen sich bei dem allmählich steigenden Verkehrsaufkommen als unterdimensioniert, sodass sie ab 1937 am Hinterrad und ab 1939 auch im Vorderrad durch 180-mm-Trommelbremsen ersetzt wurden. Eine weitere, größere Änderung erfuhr die Nimbus C ab 1948 mit der Einführung einer „Standard-Teleskopgabel“ und die dadurch bedingte Änderung des vorderen Kotflügels. Ab 1950 wurde die Tonnenfeder-Sattelaufhängung in eine gummigedämpfte Variante geändert.
Im Gegensatz zu den überwiegend an Privatpersonen im Inland verkauften „Ofenrohren“ wurde ein Großteil der Nimbus-C-Produktion an das dänische Militär, die Post und die Polizei ausgeliefert. Auch für Geschäftsleute war die zwar nicht preisgünstige, jedoch sehr stabile und zuverlässige Nimbus ein gern benutztes Motorrad für Kundenbesuche und Auslieferung. Etwa 80 Motorräder wurden weltweit exportiert.
Die unterschiedlichen Modellbezeichnungen waren bis auf eine Ausnahme nur auf die Farbgebungen bezogen. Lediglich bis 1947 konnte man beim einzigen blauen Modell, der „Sport“, auf die erhöhte Motorleistung durch Kolben mit gewölbtem Kolbenboden schließen. Zusätzlich hatte das Sport-Modell noch einen hochgelegten, verchromten Auspuff sowie einen an den Seitenteilen kürzer gehaltenen vorderen Kotflügel. Ab 1948 wurden alle Motoren mit gewölbten Kolben ausgestattet und leisteten 22 PS.
An Behörden ausgelieferte Fahrzeuge erhielten weitere Änderungen wie z. B.
- einen übergroßen Seitenständer und teilweise Tarnbeleuchtung bei Militärmodellen,
- eine Leistungsdrossel und einen zweiten Schalldämpfereinsatz bei Fahrzeugen für die Briefkastenleerung bei der Post oder
- höher verdichtende Zylinderköpfe bei der Verwendung im Polizeidienst.
Versuche, ab Mitte der fünfziger Jahre die Motoren serienmäßig mit gekapselten Ventilen zu versehen, einen aufbaugleichen Motor in Zweizylinderausführung oder eine Hinterradfederung zu konstruieren wie auch eine drehschiebergestützte Gaswechselsteuerung bis zur Serienreife zu entwickeln, wurden wegen stark sinkender Absatzzahlen unwirtschaftlich und daher eingestellt.
Alle Konstruktionsänderungen wurden an dem im Werk befindlichen 1933er Prototyp getestet, sodass er mit der Produktionseinstellung 1959 die älteste, aber auch die modernste Nimbus war.
Baujahre und Fahrgestell- und Motornummer
Die Fahrgestell- und Motornummern von Nr. 1301, der ersten Nimbus Modell C, bis Nr. 13572 aus dem März 1956 waren gleichlautend. Während die Motornummer fortlaufend weitergezählt wurde, begann man am 1. April 1956 die Fahrgestellnummer ab S-15999 weiterzuzählen. Weitere Produktionsangaben wie Farbe und ursprüngliches Modell lassen sich anhand der Fahrgestellnummer in den beim DANMARKS NIMBUS TOURING (DNT) vorhandenen Lagerbüchern ermitteln.
| Baujahr   | Von Nr. | bis Nr. |
| --------- | ------- | ------- |
| 1934      | 1301    | 1500    |
| 1935      | 1501    | 2014    |
| 1936      | 2015    | 2646    |
| 1937      | 2647    | 3489    |
| 1938      | 3490    | 4426    |
| 1939      | 4427    | 5512    |
| 1940–1944 | 5513    | 6150    |
| 1945      | 6151    | 6406    |
| 1946      | 6407    | 7064    |
| 1947      | 7065    | 7500    |
| 1948      | 7501    | 8000    |
| 1949      | 8001    | 8825    |
| 1950      | 8826    | 9704    |
| 1951      | 9705    | 10399   |
| 1952      | 10400   | 11420   |
| 1953      | 11421   | 12178   |
| 1953      | 12180   | 12190   |
| 1953      | 12212   | 12223   |
| 1954      | 12719   | 12719   |
| 1954      | 12191   | 12211   |
| 1954      | 12224   | 13009   |
| 1955      | 13010   | 13572   |
| 1956      | 13573   | 13769   |
| 1956      | 13775   | 13777   |
| 1956      | 13801   | 13854   |
| 1957      | 13770   | 13774   |
| 1957      | 13778   | 13800   |
| 1957      | 13855   | 13900   |
| 1958      | 13901   | 13953   |
| 1959      | 13901   | 14015   |

### Seitenwagen
Alle Nimbus-Motorräder sind werksseitig uneingeschränkt seitenwagentauglich. Eine Montage ist innerhalb weniger Minuten möglich. Neben von Fisker & Nielsen hergestellten gebremsten und ungebremsten Seitenwagengestellen und Aufbauten für Personen- oder Warentransport verkauften auch andere Hersteller wie z. B. ACAP, Bender, Cyclebørsen, Engstrøm, Diana, Master und Star eigenproduzierte Aufbauten auf teilweise eigenproduzierten Gestellen. Auch Seitenwagen anderer Hersteller lassen sich mit entsprechenden Klemmen problemlos am Motorrad anflanschen.

## Ersatzteilversorgung und Unterstützung
Lieferverträge mit den Behörden zwangen Fisker & Nielsen, die Ersatzteilversorgung bis zu fünfzehn Jahre nach Auslieferung aufrechtzuerhalten. Die letzte offizielle Fahrt einer Behördenmaschine wurde mit einem Postgespann am 20. September 1976 unternommen. Im Anschluss wurde das Fahrzeug dem Museum für Post und Telegraphie, dem heutigen Enigma-Museum in Kopenhagen, übergeben. Mit der Aussonderung der Motorräder nach diesem Zeitraum wurden große Mengen Ersatzteile, meist vom Militär gelagert, überflüssig und abgegeben. Diese Ersatzteile wiederum kauften dänische Nimbus-Händler auf und können damit weiterhin die Nimbus-Fahrer versorgen. Ausgehende Teile werden von den Händlern in kleinen Serien nachgefertigt. Motorblöcke, Zylinderköpfe und Auspuffsammler lässt der DNT, der im Besitz der Originalformen für diese Bauteile und einen Großteil der werkseigenen Konstruktionszeichnungen ist, in Grauguss nachgießen.
Der weltweite Bestand der dänischen Motorräder wird auf ca. 7.300 Stück geschätzt. Im Heimatland der Nimbus kümmert sich der 1925 gegründete Nimbus-Club um die Ofenrohrbesitzer. Die Besitzer der Nimbus C sind im 1974 gegründeten und derzeit ca. 1500 Mitglieder zählenden DANMARKS NIMBUS TOURING und seinen weltweit vorhandenen Regionalclubs organisiert. Im deutschsprachigen Raum haben sich derzeit etwa 260 Humlebi-Fahrer in der 1978 gegründeten INTERESSENGEMEINSCHAFT NIMBUS-FREUNDE organisiert.
Den wohl größten Nachweis über die Zuverlässigkeit der Nimbus erbrachten die beiden Norweger Klaus Ulvestad und Tormod Amlien. Sie fuhren von 2009 bis 2011 etwa 70.000 km auf ihren zwei 1937er Nimbus-Gespannen um die Erde.
Einen weiteren Nachweis erbringt in jedem Jahr eine zweistellige Anzahl von Nimbus-Besitzern auf ihren Fahrten zum Nordkap, bei denen der jeweils älteste Fahrer mit dem vom DNT verliehenen Pokal geehrt wird. Die Strecke Kopenhagen–Nordkap und zurück beträgt etwa 5000 km.
Das in einem ehemaligen Kohleschuppen auf dem Gelände des Dänischen Industriemuseums in Horsens untergebrachte und vom DANMARKS NIMBUS TOURING getragene Nimbus-Museum zeigt im Sommerhalbjahr an Wochenenden die komplette Motorradgeschichte der Nimbus von 1914 bis 1960 mit jährlich wechselnden Exponaten.